# Johann Christoph Dubbers
Johann Christoph Dubbers (* 4. Dezember 1804 in Bremen; † 7. September 1877 ebenda) war ein deutscher Kaufmann und Unternehmer. Er war Inhaber der Handelsspedition J.H. Bachmann in Bremen sowie Mitglied der Bremischen Bürgerschaft.

## Leben
Johann Christoph Dubbers gehörte der Bremer Kaufmannsfamilie Bachmann/Dubbers an, die seit der Firmengründung von 1775 im Besitz des Bremer Speditions- und Handelsbetriebs J.H. Bachmann (JHB) war.
Dubbers war der Vetter von Johann Hinrich Bachmann, dem Sohn des 1814 verstorbenen Firmengründers und dem seitherigen Inhaber der Handelsspedition J.H. Bachmann in zweiter Generation. 1832, nach dem frühen Tod seines Vetters, übernahm Dubbers ebenfalls in zweiter Generation sowie als dritter Inhaber das Familienunternehmen. Später heiratete er die Witwe seines Vetters. Den Firmennamen, den sein Vetter 1825 der Firma gegeben hatte, änderte er nicht mehr.
Insgesamt blieb das Unternehmen mehr als 220 Jahre im Besitz der Familie „Bachmann/Dubbers“ und führte bis zuletzt den auf den Firmengründer und dessen Sohn Johann Hinrich Bachmann zurückgehenden Firmennamen J.H. Bachmann; auch nach dem 1996 erfolgten Verkauf und unter dann wechselnden Besitzern bis zum Übergang der Firma im Jahr 2006/07 in den dänischen Logistikkonzern DSV A/S.
Dubbers engagierte sich in der Standes- und Lokalpolitik; unter anderem gehörte er von mindestens 1857 bis mindestens 1866 der Bürgerschaft der Freien Hansestadt Bremen an. Er war von den Mitgliedern des Kaufmannskonvents und der Handelskammer gewählt worden und somit nach dem 8-Klassen-Wahlrecht der seit 1854 bestehenden neuen Bremer Verfassung der „2. Klasse“ („Kaufleute mit Handelskammerwahlrecht“) der Bürgerschaftsabgeordneten zugehörig.
An der Landesgrenze zu Niedersachsen, in der landschaftlich schönen Bremer Schweiz, unterhielt Dubbers einen Landsitz. Für seinen Sohn Johann Friedrich „Fritz“ (1834–1907) wurde auf einem Teil die Villa Waldwiese errichtet.
In Lübberstedt unterhielt sein Sohn Johann Christoph Eduard Dubbers (1836–1909) eine eigene Jagd. Das Waldstück trug den Namen Dubbers Park.

## Ehrungen
Angrenzend an den ehemaligen Landsitz befindet sich die Straße Dubberskamp im Stadtteil Burglesum im Ortsteil St. Magnus.